# つげ義春とぼく
『つげ義春とぼく』（つげよしはるとぼく）は、1977年6月に晶文社より刊行された、漫画家つげ義春の随筆集。

## 概要

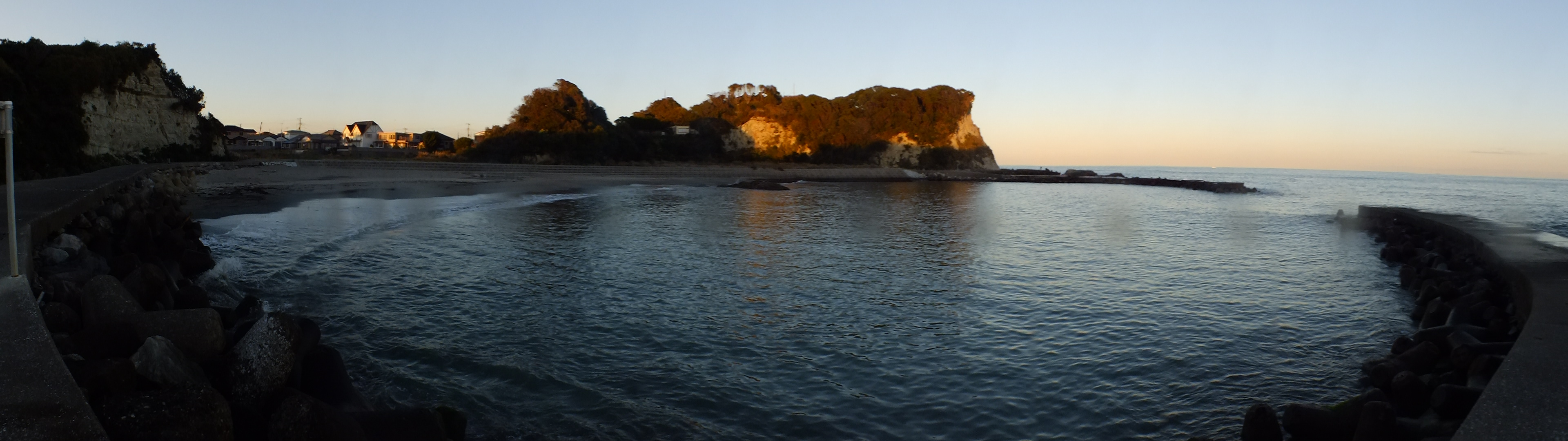
『つげ義春とぼく』に登場する八幡岬。

旅のイラストや旅行記、自らの漫画の成り立ちを語った「ぼくの漫画作法」や「夢日記」、生い立ち、半生、密航、自殺未遂、貧困生活などを綴った「断片的回想記」、「密航」、「犯罪・空腹・宗教」などが収められている。また、『夜が掴む』（1976年漫画サンデー初出）、『退屈な部屋』（1975年漫画サンデー初出）の2編の短編も収められている。
表紙には『ねじ式』、『ゲンセンカン主人』、『紅い花』、『もっきり屋の少女』、『ほんやら洞のべんさん』、『大場電気鍍金工業所』のコマが散りばめられている。
また、表題である『つげ義春とぼく』は、つげ自身の命名ではなく編集者の付けたものであり、つげ自身は気に入っているわけではないことを後に告白している。

## 構成

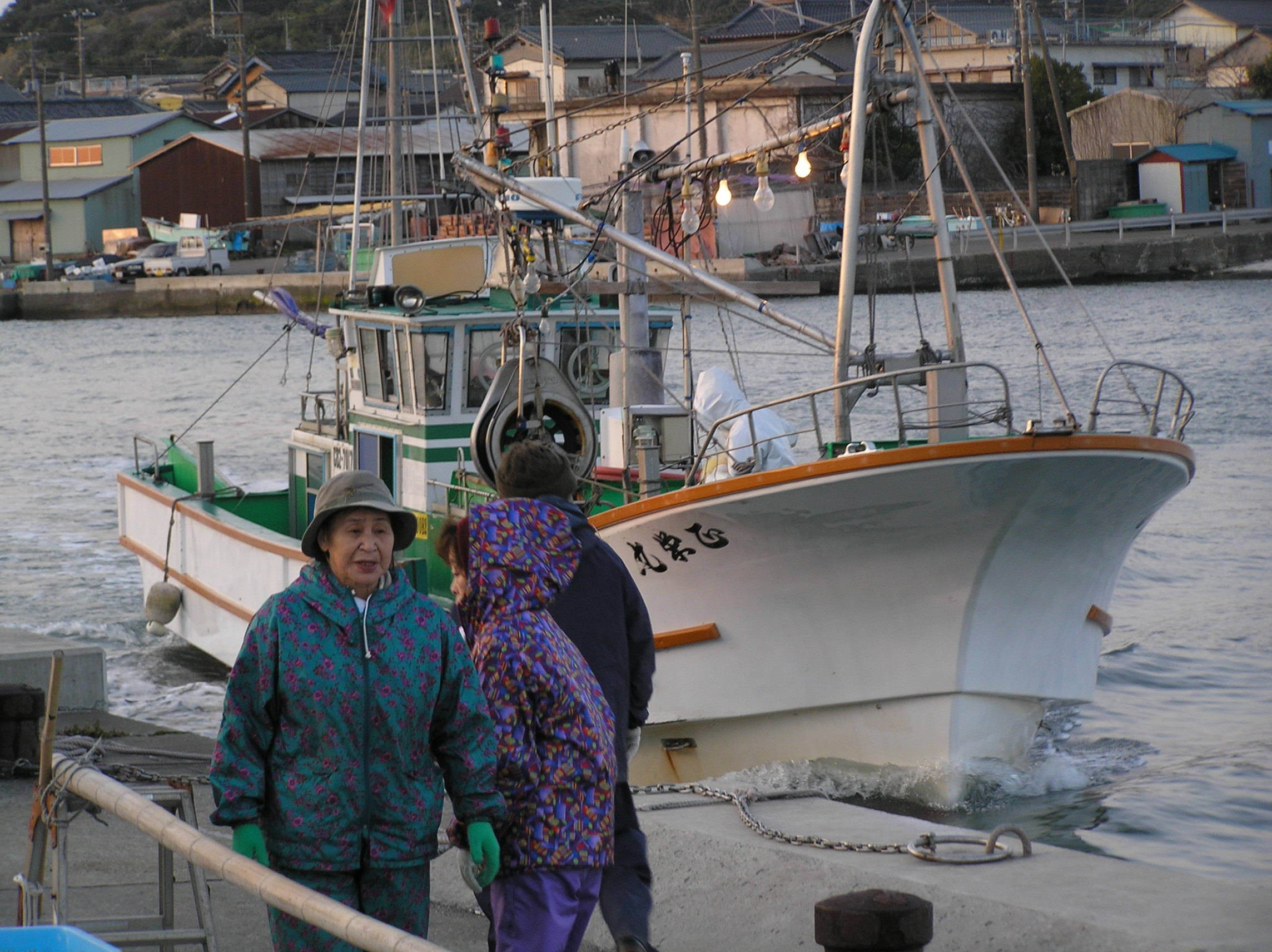
つげ義春が幼少期を過ごした大原漁港

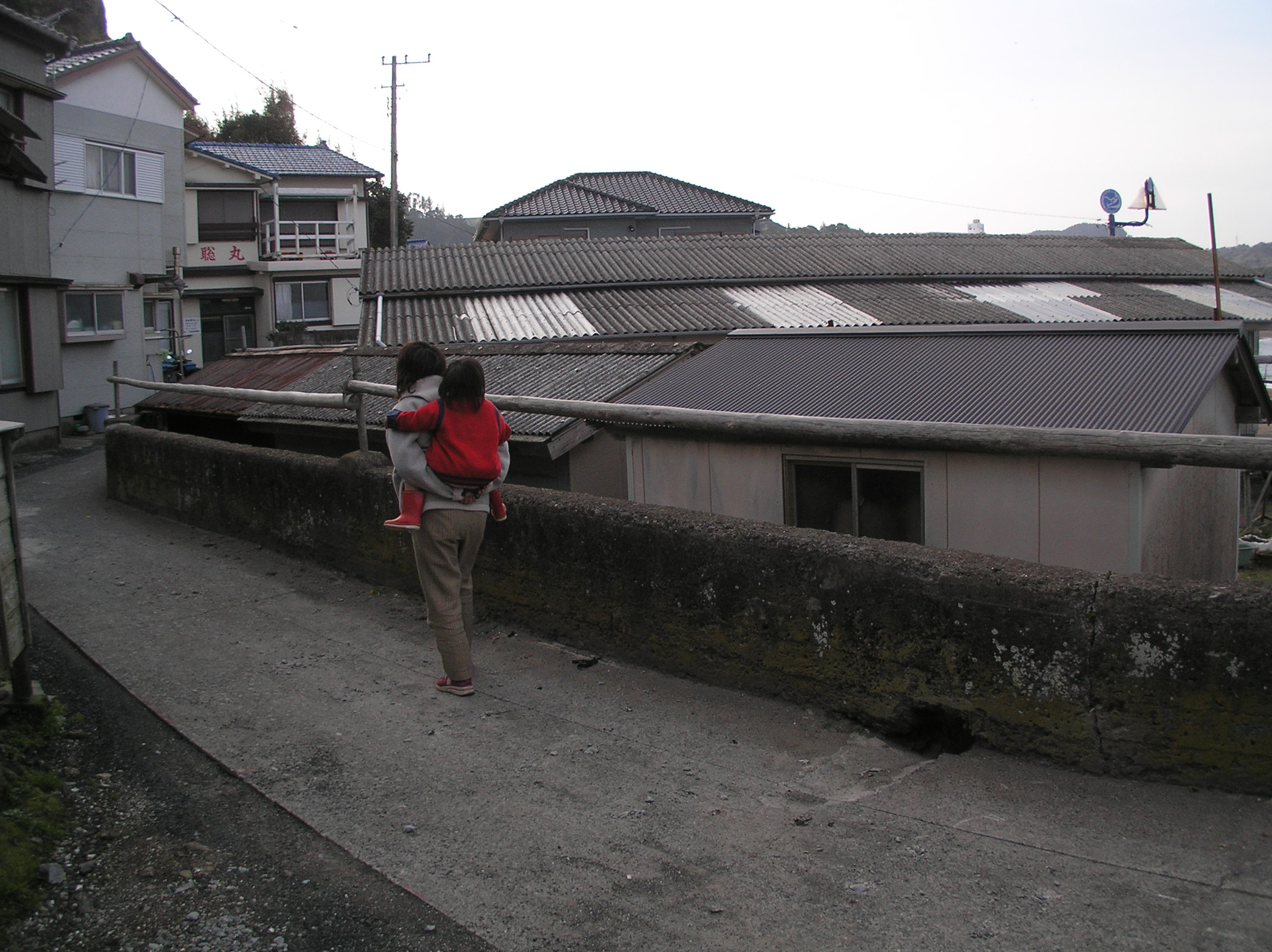
『ねじ式』の舞台といわれる太海の海岸沿いの小道

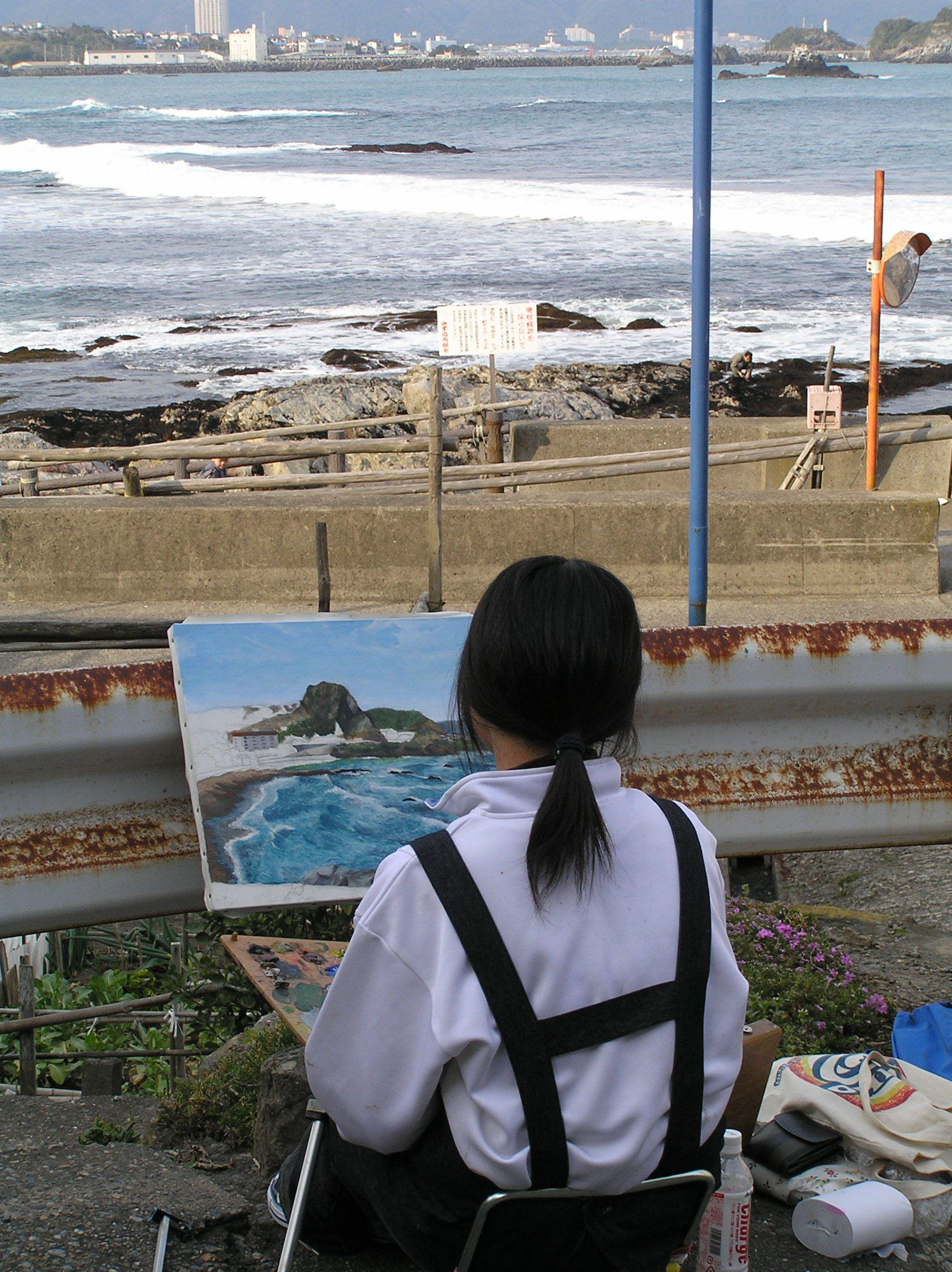
太海海岸

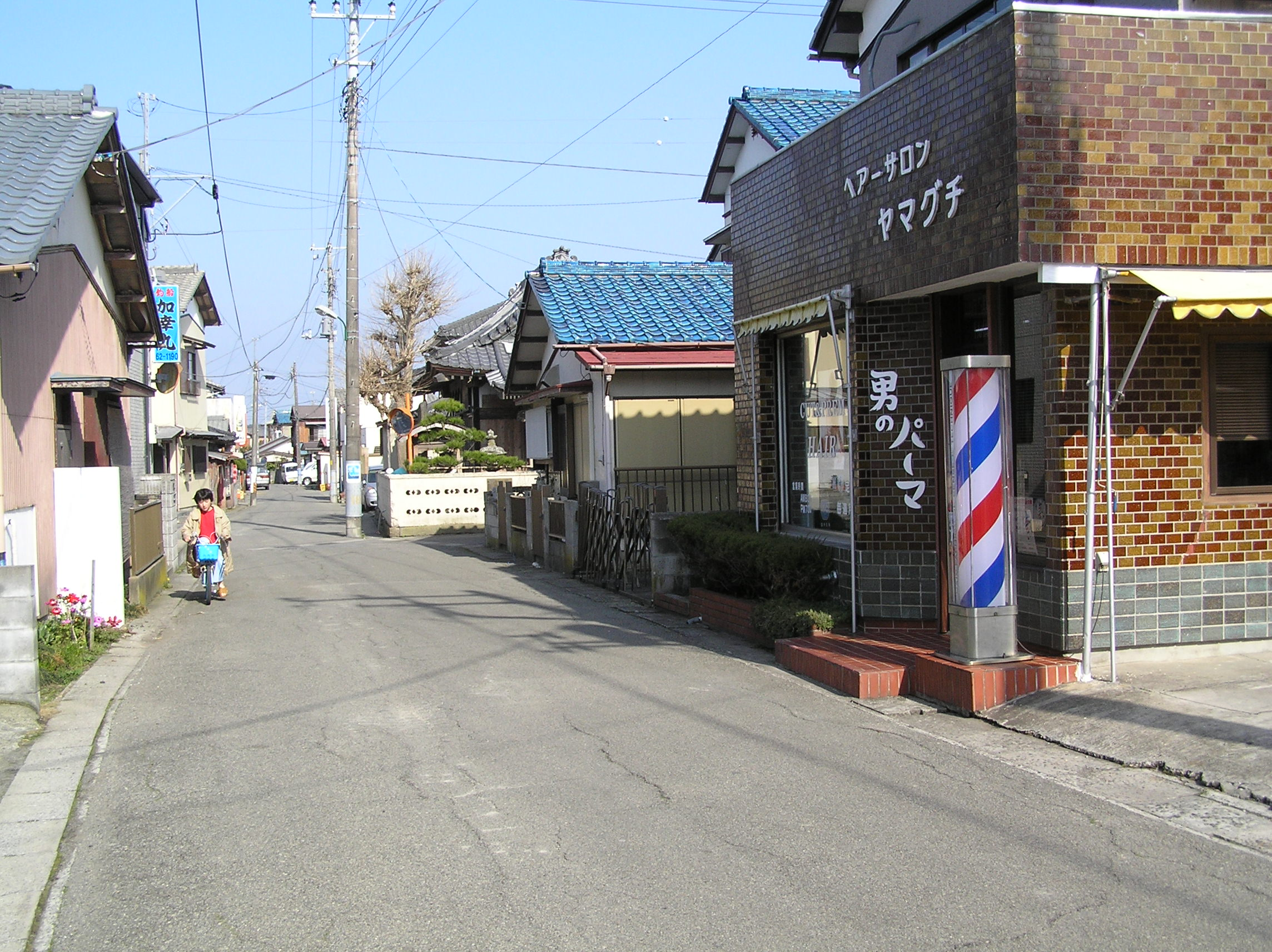
大原のつげ義春が幼少期を過ごした家のある付近

初版『つげ義春とぼく』は、以下のような構成となっている。
- イラストレーション傑作集

（全15点。カラー9点、白黒6点からなるイラストレーション集）
- 「颯爽旅日誌」（1977年書き下ろし）
  - 東北の温泉めぐり
  - 太海 鴨川 大原
  - 定義温泉
  - 外房の大原（画像参照）
  - ふたたび大原へ（画像参照）
  - 関東平野をゆく
  - 城崎温泉
  - 会津 新潟 群馬 - 1976年（昭和51年）詩人の正津勉とのコラボで雑誌『ポエム』に連載した「桃源郷」の1回目の取材日記。行き先も決めず上野駅を出発。会津若松から只見線で柳津で下車し西山温泉へ。八木沢部落などを撮る。新館ができていたが旧館に宿泊。翌日は海を見るために新潟へ。正津の友人のトラックで角田浜へ毒消しを訪ねるもすでに廃絶。周辺は原発のため住民は離村し荒涼たる雰囲気。廃村を覗き見る。市内で万代橋ホテルに宿泊。翌6月18日は、三条からバスで遅場へ行くが期待外れで失望。水上から鈍行で後閑駅下車、タクシーで『ゲンセンカン主人』のモデルとなった湯宿温泉常盤屋へ。正津は「これでも温泉ですか、絶望的ですね」と感動[1]。
- ぼくの漫画作法

『ねじ式』の着想の裏話や、大多喜の「旅館寿恵比楼」での出来事が語られている。
- - 七つの墓場
  - 少年漫画向け原稿
  - 「ねじ式」のことなど
  - 大多喜でのこと
  - ひわしねもんだ
  - 「大場電気鍍金工業所」のできるまで
- 夢日記

つげの見た夢が脚色せず綴られている。初版では1968年（昭和43年12月） - 1976年（昭和51年12月24日）までが収められたが、『新版 つげ義春とぼく』（小学館文庫版）では1986年（昭和61年1月6日） - 1987年（昭和62年1月7日）までが追加された。
- 旅の絵本

1967年（昭和42年） - 1972年（昭和47年）までの12点からなる白黒の旅のイラストレーション集。
- 断片回想記

生い立ちや錯乱状態で死んだ父親のこと、自身の最も古い記憶、母親と過ごした千葉県大原での出来事。その後、葛飾の戦時の小学校時代、疎開先でのこと、この頃患った赤面恐怖症のことなどから始まり、メッキ工場での就業の様子、義父のこと、赤面恐怖症を克服するため赤線で初体験をすることから、漫画家として自活し錦糸町のアパートで暮らすまでを描いている。
- 密航

「ぼくはいまでも、海を眺め潮の匂いを嗅ぐと何となく胸がドキドキと騒ぎ出すような気がするのは・・・」の独白で始まる密航未遂の顛末記。つげは、1987年3月、密航体験を題材にした自伝的作品「海へ」を発表。
- 犯罪・空腹・宗教

貸本漫画時代の対人恐怖症を主な症状とするノイローゼと貧困生活や売血のこと、江戸川乱歩、ポー、谷崎潤一郎、萩原朔太郎、佐藤春夫、ドストエフスキーへの傾倒やコケシと呼ばれる女性との同棲生活、また、その後のガロの社長である長井氏や水木しげるとの邂逅について言及。また、大家に勧められある宗教に入信すること、水木しげるの下で働くようになるまでの経緯について語られる。
- 東北の湯治場にて

東北の湯治場である夏油温泉、八幡平の蒸ノ湯、瀬見温泉、今神温泉についての旅行記。
- 漫画集

（夢日記をテーマにした作品など2作が収められている）
- - 夜が掴む
  - 退屈な部屋

『新版 つげ義春とぼく』（1992年新潮文庫）では、自殺未遂、四倉の生、万引きが書き加えられ、前述のように夢日記も追記された。また、桃源行と題されたつげ義春の絵と、詩人の正津勉による詩・エッセイのコラボレーション作品が34ページ追加されている。